# 1967년 대한민국의 영화 목록
다음은 1967년에 개봉됐던 대한민국의 영화 목록이다.

## 목록
- 《가고파》
- 《강명화》
- 《고별》
- 《고향》
- 《공주 며느리》
- 《공처가 삼대》
- 《길을 묻는 여대생》
- 《까치 소리》
- 《꿈》
- 《나그네 임금》
- 《남남북녀》
- 《내 멋에 산다》
- 《내 몫까지 살아주》
- 《내일은 웃자》
- 《냉과 열》
- 《네 자매》
- 《단발머리》
- 《돌무지》
- 《돌지 않는 풍차》
- 《동심초》
- 《두 나그네》
- 《두견새 우는 사연》
- 《뜨거운 안녕》
- 《마적》
- 《마지막 요일》
- 《망각》
- 《망향천리》
- 《명월관 아씨》
- 《무번지》
- 《문정왕후》
- 《미련》
- 《밀월》
- 《방콕의 하리마오》
- 《비서실》
- 《빙우》
- 《산》
- 《산불》
- 《상감마마 미워요》
- 《상처 뿐인 청춘》
- 《새벽길》
- 《서울 아줌마》
- 《수라문의 혈투》
- 《안개 낀 초원》
- 《암행어사》
- 《애인》
- 《애하》
- 《여대생 사장》
- 《역마》
- 《연인의 길》
- 《연합전선》
- 《열정》
- 《원점》
- 《위험은 가득히》
- 《육체의 길》
- 《인조반정》
- 《일월》
- 《임금님의 첫사랑》
- 《임진강》
- 《장렬 509 대전차대》
- 《제3의 청춘》
- 《조용한 이별》
- 《종야》
- 《종자돈》
- 《천도화》
- 《철면 황제》
- 《청사초롱》
- 《청춘극장》
- 《초원의 연인들》
- 《총각 원님》
- 《칠부열녀》
- 《타인들》
- 《탈선》
- 《통금 5분전》
- 《폭로》
- 《풍운 삼국지》
- 《하얀 까마귀》
- 《학사 며느리》
- 《환영》

## 참고 자료
- KOFIC 영화데이터베이스

## 같이 보기
- 대한민국의 영화